# 赤井家清
赤井 家清（あかい いえきよ）は、戦国時代の武将。

## 出自
丹波赤井氏は丹波国を本拠とする国人。河内源氏源頼季の後裔。頼季の嫡男である井上満実（信濃源氏井上氏）の三男・家光（家満）が丹波に配流されて葦田氏を名乗った。その後、家光の子孫・為家が氷上・天田・何鹿の三郡を父・朝家から譲られ赤井氏を名乗ったとされる。

## 生涯
大永5年（1525年）、丹波氷上郡後屋城主・赤井時家の嫡子として誕生。若くして数々の戦功を挙げたという。
天文2年（1533年）、細川晴元や三好元長に対し細川晴国が挙兵すると、晴元方から晴国方に転じた多紀郡の波多野秀忠によって赤井氏は攻められ、家清は父・時家と共に播磨国三木城の別所就治を頼り落ち延びた。天文4年（1535年）に波多野秀忠が晴元方に帰参し、翌天文5年（1536年）に細川晴国が摂津国天王寺で自害すると、赤井氏は丹波に帰還し旧領を徐々に回復していった。
この後、波多野秀忠の子・元秀の娘を娶り、波多野氏と同盟を結んでいる。
弘治元年（1555年）、芦田氏・足立氏との香良合戦で負傷し、弘治3年（1557年）2月6日、その傷が元で死去した。享年33。
赤井氏の家督は子・忠家が継ぎ、弟・直正がこれを補佐した。